# Branca de Navarra, condessa de Champanhe
Branca de Navarra (em castelhano:  Blanca, em francês:  Blanche; c. 1177 - 12 de março de 1229) foi uma infanta de Navarra, condessa consorte de Champanhe e, posteriormente, regente tanto de Champanhe, quanto de Navarra.

## Biografia
Branca era a filha mais nova do rei Sancho VI de Navarra e de Sancha de Castela. Seu nome era uma homenagem à sua tia paterna, casada com Sancho III de Castela. Seu irmão mais velho sucedeu a seu pai como Sancho VII de Navarra, e foi o último descendente varão da Casa de Jiménez, morrendo sem filhos. Seu outro irmão, Ramiro, era bispo de Pamplona, e sua irmã mais velha, Berengária de Navarra, casou com Ricardo I de Inglaterra, seu vizinho ao norte de seu reino.
Em 1 de julho de 1199, Branca casou com o conde Teobaldo III de Champanhe, com quem teve dois filhos:
- Maria (1200 - morta jovem);
- Teobaldo I de Navarra (30 de maio de 1201 - 8 de julho de 1253).

Teobaldo III, porém, não viu o nascimento do último, pois tinha morrido cinco dias antes. A morte prematura de seu esposo levou Branca a assumir o controle do condado de Champanhe durante a minoridade do herdeiro. Sua regência foi perturbada com uma série de dificuldades. O cunhado de Branca, o conde Henrique II, deixou para trás uma grande dívida, ainda a ser quitada quando Teobaldo III morreu.
Além disso, o direto à sucessão de seu filho era ameaçado pela filha de Henrique, Filipa, e pelo esposo dela, Erardo de Brienne, senhor de Ramerupt, um dos nobres mais poderosos do condado. A contenda com os Briennes levou ao confronto armado, em 1215, no que ficou conhecido como a Guerra de Sucessão de Champanhe, e não foi resolvida até depois de Teobaldo IV ter atingido a maioridade, em 1222. Nessa época, Branca e Teobaldo compraram seus direitos por um pagamento monetário substancial. Branca também arranjou o dote da filha mais velha de Henrique II, Alice de Champanhe, quando ela casou com o rei Hugo I de Chipre. Posteriormente, para se ajustar com Alice, Teobaldo teve que vender sua soberania sobre os condados de Blois, Sancerre e Chateaudun para Luís IX de França.
Branca também assumiu a administração do reino de Navarra quando seu irmão Sancho VII se afastou. Branca morreu em 12 de março de 1229. Sua irmã mais velha, Berengária, morreu sem deixar filhos, em 1232, deixando Sancho VII como o único filho sobrevivente de Sancho VI. Quando ele morreu, em 1234, o filho de Branca, Teobaldo IV de Champagne, foi reconhecido como seu sucessor.